# Johannes Klinkenberg
Johannes Klinkenberg (* 9. November 1887 in Köln; † 14. Juli 1961 ebenda) war ein deutscher Historiker.

## Leben und Wirken
Johannes Klinkenberg, Sohn des Gymnasiallehrers Joseph Klinkenberg (1857–1917), besuchte das Marzellen-Gymnasium in Köln, wo er 1906 das Abitur ablegte. Anschließend studierte er Klassische Philologie und Geschichte an der Universität Bonn. Er wurde Mitglied des Philologischen Vereins Bonn im Naumburger Kartellverband. 1912 legte er die Lehramtsprüfung für Latein, Griechisch und Geschichte ab. Sein Seminar- und Probejahr erfüllte er 1912 bis 1914 am Schiller-Gymnasium in Köln-Ehrenfeld. Im November 1913 wurde er an der Universität Bonn mit einer Arbeit zur Überlieferungsgeschichte des Photios promoviert. Von 1914 bis 1921 war er am Schiller-Gymnasium als Hilfslehrer angestellt, jedoch an das Ursulinenlyzeum in Köln beurlaubt. Ab 1921 war er zur Aushilfe am Städtischen Gymnasium in Köln tätig, ab 1922 dort als Studienrat fest angestellt. Von 1945 bis zu seiner Pensionierung 1954 war er als Oberstudiendirektor Leiter des Gymnasiums.

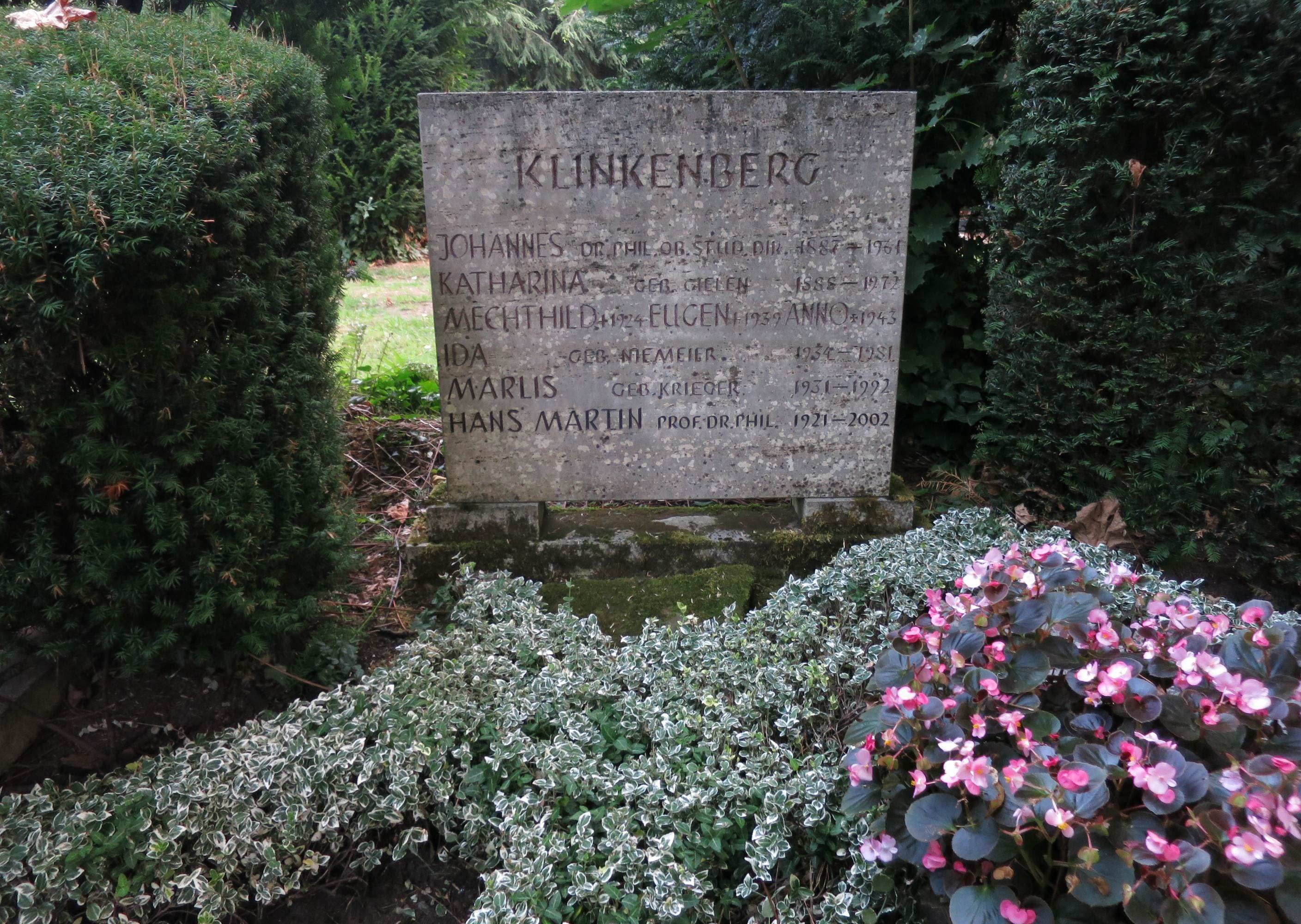
Grabstätte der Familie Klinkenberg

Wie sein Vater beschäftigte er sich mit der Geschichte von Köln und publizierte besonders zum römischen Köln, so zur Stadtanlage und zu den Limitationen des Ubierlandes. Er war Vorsitzender des Kölnischen Geschichtsvereins und Mitbegründer der Archäologischen Gesellschaft Köln und deren erster Vorsitzender.
Er verstarb 1961 im Alter von 73 Jahren und wurde auf dem Kölner Friedhof Melaten (Flur 39) beigesetzt. Sein Sohn war der Historiker Hans Martin Klinkenberg (1921–2002).

## Veröffentlichungen (Auswahl)
- Weihinschrift an den Genius capsariorum. In: Römisch-Germanisches Korrespondenzblatt 4, 1911, S. 69–70.
- De Photi Bibliothecae codicibus historicis. Bonn 1913 (= Dissertation).
- Die ältesten bekannten Bürger Kölns. Eine Studie an römischen Inschriften. In: Jahrbuch des Kölnischen Geschichtsvereins 12, 1930, S. 164–188.
- Die Stadtanlage des römischen Köln und die Limitation des Ubierlandes. In: Bonner Jahrbücher 140/141, 1936, S. 259–298.
- Die Wandmalereien des Herrenhauses. In: Fritz Fremersdorf: Der römische Gutshof Köln-Müngersdorf (= Römisch-Germanische Forschungen. Band 6). Walter de Gruyter, Berlin/Leipzig 1933, S. 55–61 (Digitalisat).
- Zur Vor- und Frühgeschichte des römischen Köln. In: Jahrbuch des Kölnischen Geschichtsvereins 24, 1950, S. 180–206.
- Ein Kölner Juppiterpfeiler. In: Jahrbuch des Kölnischen Geschichtsvereins 31/32, 1957, S. 1–10. 357.
- Theophano oder Theophanu?  In: Jahrbuch des Kölnischen Geschichtsvereins 31/32, 1957, S. 358–359.
- Die Entwicklung des historischen Bewußtseins in der Kölner Bürgerschaft. In: Jahrbuch des Kölnischen Geschichtsvereins 34/35, 1959/1960, S. 211–232.

## Weblink
- Personalbogen von Johannes Klinkenberg in der Personalkartei der Gutachterstelle des BIL in der Archivdatenbank der Bibliothek für Bildungsgeschichtliche Forschung (BBF)